# Реал Естелі
«Реал Естелі» (ісп. Real Esteli Futbol Club) — нікарагуанський футбольний клуб з міста Естелі, що виступає в Прімері Нікарагуа, найвищому дивізіоні країни.

## Історія
Клуб заснований в 1960 році під назвою «Естелі». Свою нинішню назву отримав 1961 року.
Домашні матчі проводить на арені «Індепенденсія», що вміщає 5000 глядачів.

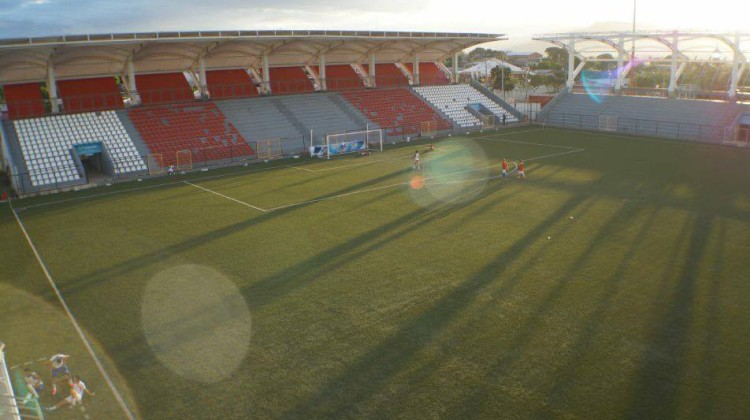
Домашній стадіон клубу

«Реал Естелі» є найсильнішим клубом Нікарагуа останніх років і за кількістю чемпіонських титулів поступається тільки клубу «Дір'янхен».
З 90-х років XX століття «Реал Естелі» регулярно бере участь в міжнародних клубних турнірах. Найкращого для себе результату клуб домігся в розіграші Клубного кубку UNCAF 2004 року, вийшовши у чвертьфінал турніру, і ставши першим клубом в історії Нікарагуа, якому вдалося пройти далі першого раунду в міжнародному турнірі.
Принциповим суперником клубу є найтитулованіший клуб Нікарагуа «Дір'янхен». Протистояння цих команд називають «нікарагуанським „Ель Класіко“».

## Досягнення
- Чемпіонат Нікарагуа з футболу:
  - Чемпіон (19): 1991, 1998/99, 2002/03, 2003/04, 2006/07, 2007/08, 2008/09, 2009/10, 2010/11, 2011/12, 2012/13, 2013/14, 2015/16, 2016/17, 2019 Клаусура, 2019 Апертура, 2020 Клаусура, 2020 Апертура, 2022 Апертура
- Кубок Нікарагуа з футболу:
  - Володар (1): 1991

## Участь в міжнародних турнірах
- Клубний кубок UNCAF : 5 виступів

2000 : Перший раунд
2003 : Перший раунд
2004 : 1/4 фіналу
2006 : Перший раунд
2007 : Перший раунд
- Кубок чемпіонів КОНКАКАФ : 4 виступи

1991 : Зональний етап
1992 : Зональний етап
1996 : Зональний етап
1998 : Зональний етап
- Ліга чемпіонів КОНКАКАФ : 7 виступів

2008/09 : Попередній раунд
2011/12 : Попередній раунд
2012/13: Груповий етап
2013/14: Груповий етап
2014/15: Груповий етап
2016/17: Груповий етап
2020/21: 1/8 фіналу
- Кубок володарів кубків КОНКАКАФ : 1 виступ

1991 : Зональний етап

## Відомі гравці
- Хуан Баррера
- Вільбер Санчес
- Давід Солорсано
- Самуель Вілсон
- Карлос Чаваррі
- Еухеніо Дольмо Флорес